# Marcetia canescens
Marcetia canescens är en tvåhjärtbladig växtart som beskrevs av Charles Victor Naudin. Marcetia canescens ingår i släktet Marcetia och familjen Melastomataceae. Inga underarter finns listade i Catalogue of Life.